# Soldatenmarsch
Der römische Soldatenmarsch (lateinisch militaris gradus) war ein Längenmaß, das über die Zeit ermittelt wurde. Es war eines der älteren Art und üblich, Entfernungen nach Tagesreisen anzugeben. So hatte eine Tagesreise beispielsweise 200 Stadien (olympisch.) oder 5 deutsche Meilen auf 1/3 Äquatorgrad. Ein (olympisches) Stadion rechnete man mit 94 ½ Toisen (1/600 Äquatorgrad).
- 1 römischer Soldatenmarsch = 6 ¼ Stunden (5 Sommerstunden) = 20 Meilen (röm.) = 4 Meilen (deutsch)

Der schnelle Soldaten- oder forcierter Soldatenmarsch (citatior gradus) hatte 24 Meilen (röm.) = 4 4/5 Meilen (deutsch).